# Повишен очни притисак
Повишен очни притисак (ПОП) или очна хипертензија је стање када је очни притисак стално повишен, али и даље нема прекида у функцији или структури оптичког нерва. Очна хипертензија не изазива никакве симптоме и ово стање се обично открива случајно током офталмолошког прегледа.
Очна хипертензија се јавља када притисак унутар ока прелази опсег који се сматра нормалним и прелази 21 мм Хг.

## Разлика између ПОП и глаукома
Повећање интраокуларног притиска (прогресивно са годинама, иако може бити и због других поремећаја или узрока) је главни фактор ризика за настанак  глаукома  и стога је већа вероватноћа да ће људи са очном хипертензијом патити од ове болести. Међутим, то двоје се разликује: очна хипертензија значи да је интраокуларни притисак висок, али оптички нерв није оштећен, док је код глаукома оптички нерв оштећен – а интраокуларни притисак може бити нормалан или висок – што може довести до тога да пацијенти примете губитак видног поља, па чак и централног вида у узнапредовалим стадијумима поремећаја.

## Етиологија
Очна хипертензија је узрокована оштећењем система за дренажу очне водице, течности чија је функција да купа и храни очне структуре. Када очна водица не отиче правилно из различитих разлога, равнотежа између течности произведене унутар ока и течности која се ослобађа из ока је нарушена, што доводи до повећања интраокуларног притиска. Иако је ово повећање обично постепено, оно може бити и нагло.

### Фактори ризика
Иако свако може да пати од очне хипертензије, одређене групе имају већу вероватноћу да пате од ње и, накнадно развију глауком:
- особе са породичном историјом очне хипертензије или глаукома
- особе старије од 60 година
- дијабетичари
- особе са тежим обликом кратковидости и далековидости,
- пацијенти са одређеним траумама или болестима ока
- особе црне расе и азијати,
- пацијенти са уским очним углом

## Клиничка слика
Повећање очног притиска код већине пацијената пролази незапажено и не манифестује се никакав симптом (осим изненадне појаве акутног глаукома који изазива интензиван бол). Дакле, једини начин откривања ПОП је свеобухватни преглед ока у коме се мери вредност интраокуларног притиска помоћу теста познатог као тонометрија.
Када очна хипертензија узрокује  глауком  (оштети оптички нерв), то такође обично остаје непримећено ако се не обави преглед, јер је смањење вида често периферно на почетку болести и не постаје очигледно све док манифестација напредне фазе.

## Терапија
Лечење ПОП је индивидуално за сваки случај, а заснива се на:
- примени лекова (различите врсте и комбинације капи за очи),
- ласеротерапији (трабекулопластика)
- примени различитих хируршких техника којима се настоји постићи ефикасно смањење интраокуларног притиска уз најмањи утицај на вид.

## Превенција
ПОП се не може спречити, али се може пажљиво контролисати:
- редовним прегледима (посебно у случају фактора ризика)
- смањити различитим третманима како би се избегло оштећење оптичког нерва и неповратан губитак вида као последица глаукома.